# Brandon Silvestry
Brandon Silvestry (Brooklyn, New York, 6 de setembro de 1979), é um lutador de wrestling profissional norte-americano. Notável por sua grande habilidade dentro dos ringues, ficou mais conhecido por sua passagem pela TNA Total Nonstop Action Wrestling onde foi duas vezes campeão do X Division Champion e pela sua participação no circuito independente americano(indy's) e no Japão. Com o ring name de Low Ki. Low Ki participou em 4 de novembro de 2008 de um dark match antes da gravação do Friday Night SmackDown sendo derrotado pelo WWE Tag Team Champion Primo. Low Ki, atuava na WWE (World Wrestling Entertainment) com o ring name de Kaval no qual ganhou a segunda temporada da NXT.

## Início de carreira e formação
Silvestry começou a lutar no final de 1998 sob o nome de ringue Low Ki, que admite que veio a letra da canção "No Diggity". Ele começou a lutar para Jersey All Pro Wrestling (JAPW) em 1998, desafiando Homicide e Kane D para o JAPW Tag Team Championship. No ano seguinte, ele desafiou a JAPW Light Heavyweight Championship por duas vezes, sem sucesso, mas derrotou Crazy Ivan e Judas jovem a vencer o segundo melhor do torneio Heavyweights Light .
Em 2000, ele começou a fazer várias aparições na World Wrestling Federation em seus programas de Metal e Jakked, onde competiu de encontro aos gostos de Raven, Holly Bater, Christian e Essa Rios. No ano seguinte, ele fez até o final do rei Tudo Pro Wrestling do torneio Índias, perdendo a coroa para a American Dragon. Foi também em 2001 que ele derrotou Nick Berk e homicide em separado partidas na mesma noite a ganhar a Heavyweight JAPW e Light Heavyweight Títulos; ele iria defender com sucesso ambos os títulos em separado encontrados em seu Show de Aniversário Quarta final daquele mês, em julho. Ele perdeu os dois títulos em uma maneira de três jogos do mês seguinte ao homicide, com Xavier, o outro concorrente.
Ring of Honor (2002–2006)
Low ki fez sua estreia em seu primeiro show, The Era of Honor Begins, em 23 de fevereiro. No evento principal do show, ele derrotou Bryan Danielson e "The Fallen Angel" Christopher Daniels. Em 27 de julho de 2002, a coroação de um campeão, ele se tornou o primeiro campeão da ROH, derrotando Daniels, Spanky e Doug Williams em quatro jogos Ironman Way. Em 24 de agosto, Low Ki defendeu com sucesso seu título contra AJ Styles. Em 21 de setembro, no Unscripted, ele perdeu o título para Xavier, que, depois de ganhar o título, tornou-se um membro da facção Daniels é a profecia. Low Ki então confrontados Samoa Joe em 5 de outubro, no que foi a estreia de Joe ROH oficial de "lutar sem honra". No que parecia mais uma luta de MMA, Low Ki venceu a partida e eles apertaram as mãos após o jogo. Low Ki deixou a promoção em 2004, devido ao incidente Feinstein, mas retornou em 17 de julho de 2004, durante uma partida, onde Samoa Joe e os irmãos Briscoe lutou contra os Rottweilers (Homicide e Pitbulls Havana). Parecia Low Ki pouparia Samoa Joe a partir de um beatdown por O Rottweilers, mas ele cuspiu no ROH Championship, que foi detida por Joe, e se juntou ao Rottweilers.
No fim de semana do Thunder Night 2 em 6 de novembro de 2004, começou uma rivalidade com Bryan Danielson, que foi parceiro de Low Ki em uma luta contra Samoa Joe e Jushin "Thunder" Liger. Low Ki Danielson e perdeu o jogo e Low Ki culpou seu parceiro para isso, então a Rottweilers iniciou uma beatdown em Danielson. Em 4 de dezembro, no All Star Extravaganza II, Danielson derrotou homicide do Rottweiler. Nesse mesmo evento, Low Ki lutou Austin Aries em um número corresponde a um contendor para determinar quem enfrentaria o campeão ROH Samoa Joe pelo título. A partida terminou em um empate. Funcionários estendida a partida, mas Low Ki se recusou a lutar, assim Aries foi declarado o vencedor. Em vez de enfrentar Joe no Final Battle de 2004, Low Ki lutou Danielson, mas tem-se desqualificado e, em seguida, atacou o árbitro. Isso foi o suficiente para os funcionários ROH suspendê-lo por tempo indeterminado como resultado.
Low Ki retornou em 7 de maio de 2005 e imediatamente atacou Jay Lethal e Samoa Joe no Manhattan Mayhem Rottweilers com seu companheiro, homicide, Julius Fuma, Mack Monsta e Rocky Romero. A partida da equipe foi feita de improviso tag: Os Rottweilers vs Samoa Joe e Jay Lethal. Low Ki e Homicide venceu a partida e com uma ferida letal / Cop Ghetto Stomp combinação Killa. A luta continuou em 18 de junho de Death Before Dishonor III, onde ele e letal se enfrentaram em uma partida de simples, mas terminou em um concurso não. Eles tiveram uma desforra em 12 de agosto de Redenção, mas o final foi o mesmo e Rottweilers batida letal para baixo depois do jogo. Finalmente, em 17 de setembro de glória, honra IV, a "lutar sem honra" entre os dois terminou com Low Ki obter uma vitória sobre o pinfall Lethal. Depois de Samoa Joe passou a economizar Colt Cabana de um beatdown por O Rottweilers, Lethal saiu mesmo às probabilidades e disse que queria revanche ainda outro com Low Ki, que Lethal venceu desta vez, terminando a contenda. No final do ano, Low Ki ajudou Homicide em sua contenda contra o Colt Cabana. Em 17 de dezembro de 2005, na batalha final de 2005, ele desafiou Kenta para seu GHC Junior Heavyweight Championship, mas foi por pouco. Low Ki ROH deixou mais uma vez em janeiro de 2006 devido a um desacordo ", em arranjo de negócio". Ele venceu sua última partida em 28 de janeiro contra Jack Evans. ROH abrangidos por ter sua saída do comissário ROH Jim Cornette proibição Low Ki do Ring of Honor para a vida depois que se descobriu que ele era o único que bateu de fora do dente Cornette naquele show. Ele também era usado como ponto de foco (apenas no nome) no Cornette feud Homicide / no verão de 2006, com Cornette recusando-se a repor Low Ki como o desejo do homicide de "terceiros.
Total Nonstop Action Wrestling (2002–2004)
Low Ki primeiro turno com a Total Nonstop Action Wrestling (TNA) foi para seu show de estreia em 19 de junho de 2002, em uma partida da equipe de seis homens tag ao lado de AJ Styles e Jerry Lynn contra Elvises. Em 26 de junho, ele tentou se tornar o primeiro X Division Champion, mas foi derrotado por Styles. Ele, porém, eventualmente passar a ganhar o título de Styles em 7 de agosto, mas perdeu três semanas depois de Lynn. Ele viria a formar o Triple X facção com Christopher Daniels e Elix Skipper esse ano e manter a NWA World Tag Team Championship por duas vezes, uma vez cada um com Daniels e Skipper. Quando a cobiça Daniels para o X Division Championship inicialmente forçado Low Ki fora do Triple X, Low Ki iria para a batalha Daniels em Ultimate X, mas sua busca foi infrutífera. Ele deixou a TNA em julho de 2004 e fez o seu regresso à ROH.
Japan (2002–2009)
Low Ki esquerda Zero-One em meados de 2004 para se juntar Pro Wrestling Noah, onde foi imediatamente dado um tiro contra o título Global Crown Honrado (GHC) Junior Heavyweight Champion Yoshinobu Kanemaru, que ele era incapaz de vencer. Durante este período, ele representou na Pro Wrestling Noah Gaijin MXW Pro's Battle Wrestling Series. Ele mais tarde se juntou a New Japan Pro Wrestling (NJPW) e juntou-se estável RISE Shinsuke Nakamura, substituindo o lesionado Milano Collection AT. Em sua primeira partida de volta, ele sofreu uma lesão no joelho, o que exigiu a cirurgia. Low Ki voltou para a promoção de setembro, desertando da ascensão para se juntar a facção principal vilão da New Japan, Great Bash Heel (GBH).
Depois de ingressar GBH, ele capturou a International Wrestling Grand Prix (IWGP) Junior Heavyweight Championship contra Tiger Mask IV em 21 de setembro de 2008 no Circuito da NJPW 2008 New Japan Tour Generation. Em seguida, ele perdeu de volta para Tiger Mask no show da NJPW Wrestle Brasil III em Tóquio, em 4 de janeiro de 2009. Depois de perder o campeonato, Low Ki fez várias aparições em Hustle.
Return to TNA (2006–2008)
No PPV Lockdown, o adversário de Christopher Daniels mistério foi revelado para ser o retorno Low Ki, que lutou sob o nome de Senshi (japonês para "guerreiro"). Após o Lockdown, Senshi não foi visto em ação durante várias semanas. Em vez disso, ele foi construído com uma série de vinhetas hyping sua formação, treinamento e desejo de dominar a Divisão de X mais uma vez, insinuando a possibilidade de impugnar o X Division Champion, o invicto Samoa Joe.
Senshi derrotou Alex Shelley, Jay Lethal, Petey Williams, Shark Boy e Sonjay Dutt em Slammiversary para se tornar o número um contendor para o X Division Championship. Senshi se tornou X Division Champion novamente no 22 de junho de 2006 episódio da Impact!, Joe e derrotar Dutt, depois que derrotou Dutt. Ele defendeu o título em diversas ocasiões contra vários adversários ao mesmo tempo, permanecendo invicto por seis meses até que ele perdeu o título para Chris Sabin no Bound for Glory.
Senshi depois rivalizou com Austin Starr. Sua briga vai continuar até Lockdown num Six Sides of Steel jogo, que ele ganhou. Na Slammiversary, ele se juntou com Rhino para derrotar The Latin American Xchange (LAX). Na Victory Road, Senshi competiu em um 10-Man Ultimate X Match, que ele perdeu. Após a partida, no entanto, Triple X foi reformado com Daniels Senshi, Skipper e retorno. Eles venceram o seu jogo na reunião 19 de julho de 2007 episódio da Impact! contra a serotonina.
Triple X enfrentou Lethal e Dutt e O Motor City Machineguns no Hard Justice, em um esforço a perder. Capitão e Senshi também passou a enfrentar LAX no Bound for Glory em Ultimate X, finalmente perder.
Em Dezembro de 2007, foi relatado que Senshi havia apresentado sua renúncia ao TNA e ele deixou a promoção pouco depois. Em 2008, ajudou a Silvestry TNA durante o desenvolvimento do seu jogo sempre primeiro vídeo, fornecendo tanto expressar e captura de movimentos para o protagonista do jogo, Suicide.
Pro Wrestling Guerrilla (2007–2008)
Low Ki estreou no Pro Wrestling Guerrilla (PWG) em 7 de abril de 2007, derrotando Davey Richards. Em 5 de janeiro de 2008, Low Ki venceu o Campeonato Mundial após derrotar Bryan Danielson. No entanto, ele foi forçado a desistir do campeonato apenas um mês mais tarde, depois de sofrer uma lesão no joelho.
Ele retornou ao wrestling para Todos PWG Star Weekend 7 - 1 Noite em 30 de agosto de 2008, onde foi parte de uma de quatro vias para o Campeonato do Mundo, o jogo também contou com Eddie Kingston, Necro Butcher e Chris Hero. Hero ganhou o jogo, quando ele derrotou Kingston. Em 1 de novembro e 2 em Burbank, California, Low Ki derrotado Roderick Strong, Masato Yoshino, Nigel McGuinness eo PWG World Champion Chris Hero para vencer a batalha de 2008, Los Angeles.
World Wrestling Entertainment (2008–present)
Low Ki apareceu em 7 de novembro de 2008 na edição da SmackDown num dark match, perdendo para o então WWE Tag Team Champion Primo. Low Ki, em seguida, ganhou um jogo contra o Trent Beretta na Florida Championship Wrestling (FCW) gravações em 8 de janeiro. Mais tarde, foi anunciada em seu site oficial que ele tinha assinado um contrato com a World Wrestling Entertainment. [6] Inicialmente, ele lutou com o nome Kawal - "soldado" na língua Tagalog - na FCW, território WWE de desenvolvimento, mas mais tarde mudou- para Kaval. Em janeiro de 2009 ele teve um hiato de FCW devido a uma lesão na perna, que o manteria afastados até final de outubro. Em 24 de novembro, Kaval derrotou Paul Burchill em um dark match antes das gravações da SmackDown / ECW. No dia 8 de dezembro, em gravações, foi derrotado por Goldust no outro jogo escuro.
Em 7 de fevereiro edição da FCW derrotou Bryan Danielson, para quem este era um jogo de estreia, depois de acertá-lo com o Caminho do guerreiro, e em 8 de fevereiro ganhou um jogo de quatro vias fatal contra Alberto Banderas, Barrett Wade e Tarver Michael para se tornar o candidato número um para a FCW Florida Heavyweight Championship. Kaval recebeu seu título de tiro duas semanas mais tarde, mas foi derrotado pelo campeão, Justin Gabriel. Em 15 de julho Kaval e Michael McGillicutty derrotado Los Aviadores (Hunico e épico) para ganhar o FCW Florida Tag Team Championship. Apesar de no dia seguinte, Los Aviadores recuperou o título.
NXT (2010)
Foi anunciado em 1 de junho que Kaval seria um participante da segunda temporada do WWE  NXT, tendo a stable Lay-Cool (Michelle McCool e Layla) como suas mentoras. Ele estreou na NXT no episódio do dia 8 de junho, mas não competiu numa match. No episódio do dia 15 de junho, ele foi derrotado por Alex Riley em sua estreia, e na semana seguinte,  por Eli Cottonwood. No NXT do dia 29 de junho, Kaval se juntou com Michael McGillicutty e Lucky Cannon contra Riley, Cottonwood e Titus O'Neil, sendo que sua equipe saiu vitoriosa quando ele derrotou Riley, dando a Kaval sua primeira vitória no NXT e mais tarde naquela mesma noite, ele foi classificado em primeiro lugar na enquete.
Quatro semanas mais tarde, no dia 27 de julho, ele caiu para o segundo lugar na votação, ficando atrás de McGillicutty. Em 9 de agosto os novatos apareceram em uma six tag-team match no Raw, mas sua equipe perdeu quando ele foi derrotado por Husky Harris. Após a partida, ele foi atacado por Sheamus. Na noite seguinte no NXT, a equipe de Kaval ganhou a revanche, quando ele derrotou McGillicutty. Na pesquisa mais tarde naquela noite, Kaval recuperou o primeiro lugar no ranking. Em 31 de agosto, Kaval venceu a segunda temporada da NXT, com McGillicutty classificada em segundo lugar e Riley em terceiro lugar. Após o anúncio da vitória, ele foi atacado por todos os rookies da temporada, exceto Eli Cottonwood.

### Smackdown
Kaval fez sua estreia na última SmackDown, lutando contra Drew Mcintyre mas acabou perdendo. Após isso, perdeu mais uma lamentável luta contra Chavo Guerrero. Porém, no dia 19 de novembro de 2010, Kaval ganha sua primeira luta contra Dolph Ziggler e no mesmo dia o desafia para uma luta pelo Intercontinental Championship no Survivor Series. Luta a qual Kaval perdeu.
No dia 23 de dezembro a WWE anunciou em seu site que Kaval havia sido liberado do contrato: a informação que vazou é que Brandon não estava feliz com o rumo que sua carreira estava indo, por isso pediu demissão. E no mesmo dia postou em seu twitter "KAVAL is no more. The return of "THE WORLD WARRIOR" has begun." ("Kaval não existe mais. O retorno do "THE WORLD WARRIOR" começou").

Assim acaba o curto período de Low Ki na World Wrestling Entertainment

### Retorno ao "Indy"
Low Ki saiu  da WWE no dia 23 de Dezembro, e no dia 28 de janeiro já tem uma luta marcada com Amazing Red no Queens, NY no ICW ULTIMATE IMPACT

## Títulos e prêmios
- East Coast Wrestling Association
  - ECWA Tag Team Championship (2 vezes) – com American Dragon (1) e Xavier (1)[4]
  - ECWA Super 8 Tournament vencedor (2001)
- Future of Wrestling
  - FOW Heavyweight Championship (1 vez)
- Future Wrestling Alliance
  - FWA Heavyweight Championship (1 vez)
- Impact Championship Wrestling
  - ICW Championship (1 vez)
- Independent Wrestling Association Mid-South
  - Ted Petty Invitational (2006)[5]
- International Wrestling Cartel
  - IWC Super Indies Championship (1 vez)
- Jersey All Pro Wrestling
  - JAPW Heavyweight Championship (3 vezes)
  - JAPW Light Heavyweight Championship](1 vez)
- Jersey Championship Wrestling
  - JCW Championship (1 vez)
  - JCW Tag Team Championship (1 vez)
- Long Island Wrestling Federation
  - LIWF Light Heavyweight Championship (1 vez)
- Midwest Championship Wrestling
  - MCW Tag Team Championship (1 vez) – com Airborne
- New Japan Pro Wrestling
  - IWGP Junior Heavyweight Championship (1 vez, atual)
- Pro Wrestling ZERO-ONE
  - NWA International Lightweight Tag Team Championship (1 vez) – com Leonardo Spanky
  - AWA World Junior Heavyweight Championship (1 vez)
- Premiere Wrestling Federation
  - PWF Heavyweight Championship (1 vez)
- Pro Wrestling Guerrilla
  - PWG World Championship (1 vez)[6]
  - Battle of Los Angeles vencedor (2008)
- Pro Wrestling Illustrated
  - PWI ranked him # 26 of the 500 best singles wrestlers in the PWI 500 em 2003.
- Pro Wrestling WORLD-1
  - WORLD-1 Openweight Championship (1 vez)
- Ring of Honor
  - ROH World Championship (1 vez)[7](Primeiro)
- Total Nonstop Action Wrestling
  - NWA World Tag Team Championship (3 vezes) – com Christopher Daniels e Elix Skipper como Triple X.
  - TNA X Division Championship (2 vezes)
- USA Pro Wrestling
  - USA Pro Tag Team Championship (1 vez) - com Xavier
- World Xtreme Wrestling
  - WXW Cruiserweight Championship (1 vez)